# Starokadomski-Insel
Die Starokadomski-Insel (russisch Остров Старокадомского, wiss. Transliteration Ostrov Starokadomskogo) ist eine russische Insel in der Laptewsee und gehört zur Inselgruppe Sewernaja Semlja. Benannt wurde die Insel nach Leonid Michailowitsch Starokadomski (1875–1962), dem Vater des russischen Komponisten Michail Starokadomski.

## Geographie
Die Starokadomski-Insel befindet sich im Westen der Laptewsee am nördlichen Ende der Wilkizkistraße. Sie liegt im Südosten des Sewernaja-Semlja-Archipels, etwa 28 km östlich der Bolschewik-Insel und 6 km westlich der Kleinen Taimyr-Insel. Die Starokadomski-Insel gehört zur Region Krasnojarsk und hat eine Fläche von 110 km². Die Insel ist etwa 18 km lang und 7 km breit. Sie besteht aus zwei größeren Teilen, welche durch eine Landenge miteinander verbunden sind. Der Nordteil der Insel ist flach, der Südteil der Insel ist hügelig mit Erhebungen von 35 bis 40 Metern. Die Küsten sind stark zerschnitten. Die unbewohnte Insel ist im Winter von Packeis umgeben.

## Flora und Fauna
Die Insel ist teilweise mit Eis bedeckt. Es finden sich auf ihr niedere Pflanzen wie Flechten und Moose. Im Sommer lassen sich auf ihr die nur in der Laptewsee vorkommenden Laptew-Walrosse (Odobenus rosmarus laptevi) antreffen. Außerdem ist die Insel im Sommer Brutraum für Vögel, sowie Lebensraum für Eisbären.
Seit 1993 ist Starokadomski Teil des Großen Arktischen Staatlichen Naturreservats (Большой Арктический государственный природный заповедник).

## Geschichte
Im Jahr 1913 befuhr die russische Hydrographische Expedition des Nördlichen Eismeers mit den Eisbrechern Taimyr (Таймыр) und Waigatsch (Вайгач) unter Leitung des russischen Offiziers Boris Andrejewitsch Wilkizki die später nach ihm benannte Wilkizkistraße. Die Expedition leistete Vorarbeiten für die Etablierung eines nördlichen Seeweges entlang der russischen Nordküste. Dabei erkundeten sie als erste die Ostseite des bis dahin noch unbekannten Archipels Sewernaja Semlja.
Am 8. September 1913 entdeckte der Arzt der Expedition, Leonid Michailowitsch Starokadomski (1875–1962), während der Erkundung der Kleinen Taimyr-Insel zu Fuß, als Erster die nahegelegene später nach ihm benannte Starokadomski-Insel.
Während der Erkundung der Nordostpassage durch die Expedition Amundsens auf der Maud wurde die Starokadomski-Insel im Jahr 1919 das erste Mal betreten.
1930 bis 1932 erfolgte die vollständige Kartographierung und Vermessung der Insel durch die Geologen Georgi Alexejewitsch Uschakow und Nikolai Nikolajewitsch Urwanzew, die im Rahmen ihrer Expedition, den gesamten 37.000 km² großen Archipel Sewernaja Semlja kartographierten.